# Silvia Rannamaa
Silvia Rannamaa (* 3. März 1918 in Tallinn; † 19. April 2007 ebenda) war eine estnische Schriftstellerin.

## Leben und Werk
Silvia Rannamaa wurde mit estnischer Mutter und finnischem Vater in der estnischen Hauptstadt geboren. Die Ehe der Eltern ging früh in die Brüche. Rannamaa besuchte ein Mädchengymnasium in Tallinn. 1943/44 studierte sie an der Philosophischen Fakultät der Universität Tartu.
Als Schriftstellerin wurde Silvia Rannamaa vor allem durch ihre Jugenderzählungen Kadri (1959) und Kasuema (1963; unter dem Titel Naerata ometi! 1985 verfilmt) einem größeren Publikum bekannt. Beide Werke wurden in zahlreiche Sprachen des Ostblocks übersetzt. Ab 1964 gehörte Rannamaa dem Estnischen Schriftstellerverband an.
Später erschienen Rannamaas lyrische Märchenerzählungen Nösperi Nönni Natuke (1977) und die Kurzgeschichtensammlung Väikese käpa jälg (1985). 2005 wurde ihr Lyrikband Sinule, ema! veröffentlicht. Darüber hinaus erschienen das Schauspiel Äratõmbed (1968), die Novellensammlung Kui lapsed mõtlema hakkavad (1971) und die Tiererzählungen Väikese Käpa Jälg (1985).
Silvia Rannamaa veröffentlichte zwei Bände mit Memoiren: Maast madalast (1990) und Ja vaimuvara ka (1998).

## Privatleben
Silvia Rannamaa war drei Mal verheiratet, zuletzt mit dem estnischen Schriftsteller Harald Suislepp (1921–2000).